# Malva (planta)

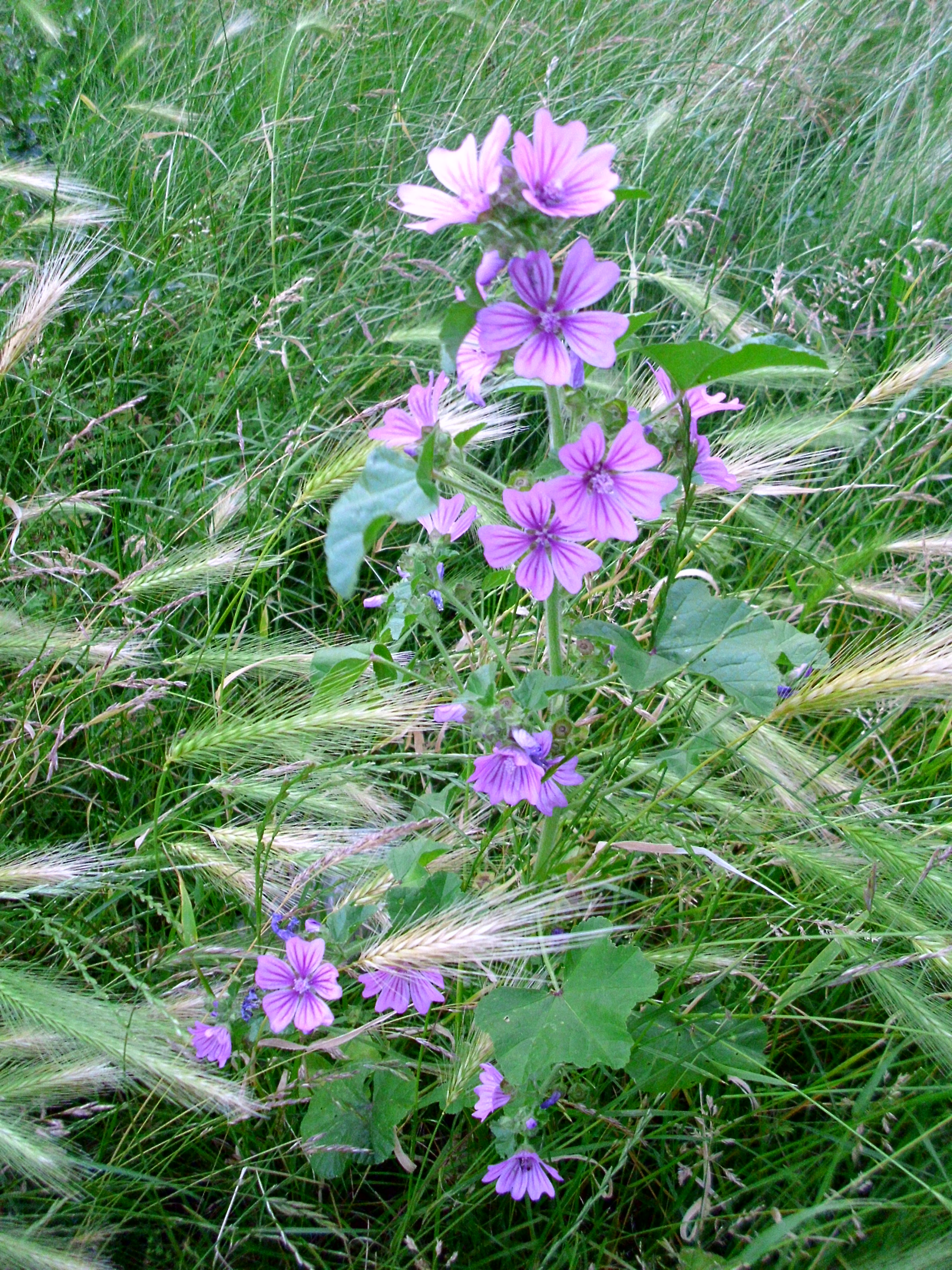
Aspecto general de Malva en flor.

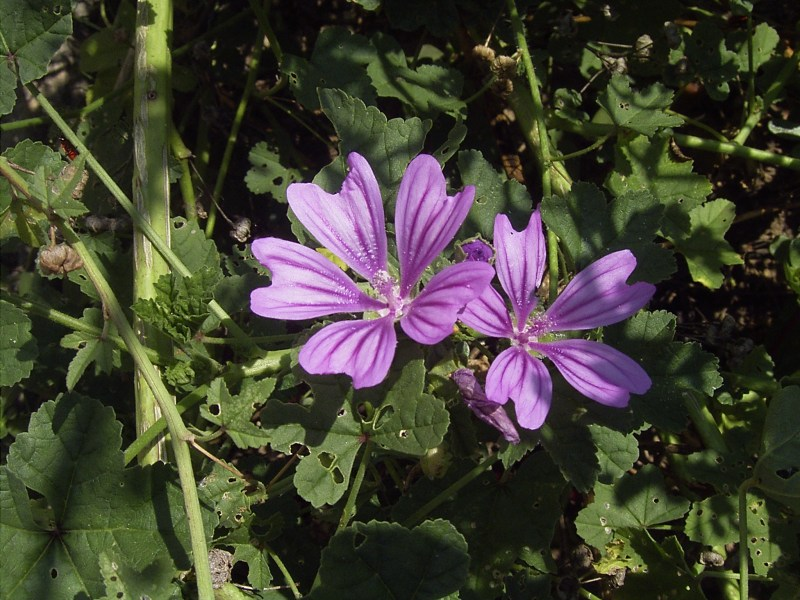
Ejemplo de Malva (Malva sylvestris).

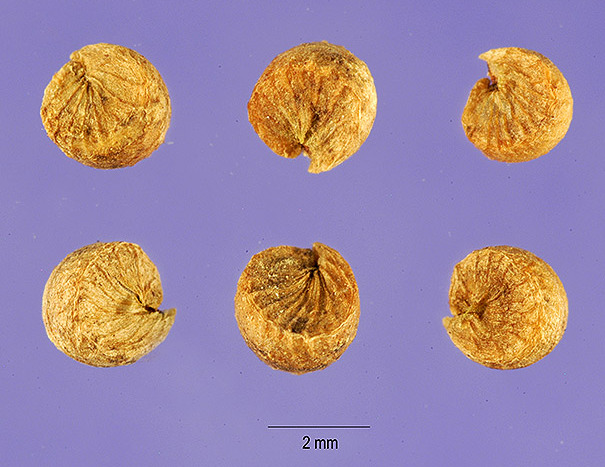
Un ejemplo de mericarpos sueltos (Malva sylvestris).

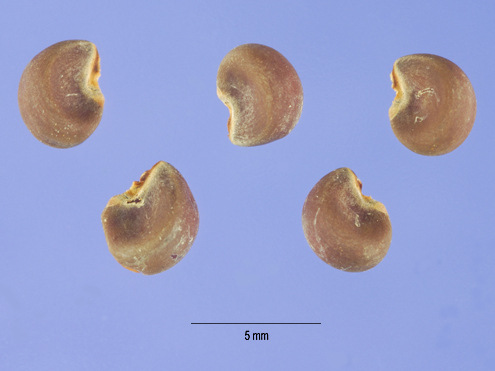
Semillas sueltas de Malva assurgentiflora.

Malva es un género de plantas herbáceas en la familia Malvaceae. Incluye unas 30 especies aceptadas, de las más de 350 descritas y con un número elevado (235) de taxones  todavía sin resolver.

## Etimología
Malva, del latín malva, -ae, vocablo empleado en la Antigua Roma para diversos tipos de malvas, principalmente la malva común (Malva sylvestris), pero también el "malvavisco" o "altea" (Althaea officinalis) y la "malva arbórea" (Malva arborea). Ampliamente descritas, con sus numerosas virtudes y propiedades, por Plinio el Viejo en su Historia naturalis (20, LXXXIV).

## Descripción
Son hierbas anuales o perennes, ocasionalmente de base leñosa, con tallos erectos o procumbentes, glabros o pubescentes. Las hojas, más o menos largapecioladas, son enteras, crenadas, cerradas o profundamente palmatilobadas -con 5-7 lóbulos- u ocasionalmente palmatisectas, y con estípulas sesiles o persistentes. Las flores son solitarias o en fascículos axilares, a veces reunidos en racimos terminales. El epicáliz tiene 2-3 piezas más o menos libres, de lineares a lanceoladas, más cortas que el cáliz que tiene 5 sépalos más o menos soldados. Los 5 pétalos de la corola -tan o más largos que los sépalos- son generalmente de color lila, rosado o blanquecino, más o menos veteados de lila más oscuro. El fruto es un esquizocarpo discoideo, con mericarpos en forma de gajos de mandarina, indehiscentes, monospermos, lisos o rugosos, más o menos ornamentados dorsal y lateralmente y que se tornan de color parduzco al madurar. El carpóforo axial es corto, cónico o discoideo. Las semillas, indehiscentes y no infladas, son reniformes y lisas, ocasionalmente muy finamente puntuadas o reticuladas.

## Distribución
El género se encuentra localizado en las zonas templadas, subtropical y tropical de África, Asia y Europa.

## Ecología
Las especies de Malva las usan como fuente de alimentación las larvas de algunas especies de Lepidoptera incluida Pyrgus malvae.

## Especies aceptadas deMalva
El fruto, y sobre todo los mericarpos maduros  son prácticamente indispensables para una correcta identificación de las especies.
La diferencia clásica entre el género Malva y el género Lavatera se basó en el carácter discutible, y discutido, de la soldadura o no soldadura de las piezas del epicáliz. Recientes estudios micromorfológicos de los mericarpios y análisis del ADN, han descartado la validez de dicho carácter y han conducido a transferir un cierto número de especies del género Lavatera al género Malva. Más recientemente, autores han ido todavía más lejos y consideran los dos géneros como meros sinónimos, quedando Malva como el único género válido, y para quienes  los géneros Bismalva Medik., Lavatera L., Navaea Webb & Berthel., Saviniona Webb & Berthel. y Stegia DC. son también sinonimias de Malva.
- Malva aegyptia L.
- Malva alcea L.
- Malva arborea (L.) Webb & Berthel. - antes en Lavatera
- Malva assurgentiflora (Kellogg) M.F.Ray - antes en Lavatera
- Malva borealis Wallman
- Malva canariensis M.F.Ray - antes en Lavatera, como Lavatera acerifolia
- Malva cathayensis M.G.Gilbert, Y Tang & Dorr
- Malva cretica Cav.
- Malva durieui Spach - antes en Lavatera, como Lavatera mauritanica
- Malva erecta J. Presl & C. Presl
- Malva hispanica L.
- Malva iljinii Riedl
- Malva lindsayi (Moran) M.F. Ray
- Malva multiflora (Cav.) Soldano, Banfi & Galasso - antes en Lavatera como Lavatera cretica
- Malva moschata L.
- Malva neglecta Wallr.
- Malva nicaeensis All.
- Malva occidentalis (S. Watson) M.F. Ray
- Malva pacifica M.F.Ray - antes en Lavatera, como Lavatera venosa
- Malva parviflora L.
- Malva preissiana Miq.
- Malva pseudolavatera Webb & Berthel.
- Malva pusilla Sm.
- Malva stipulacea Cav.
- Malva subovata (DC.) Molero & J.M.Monts.
- Malva sylvestris L. (Especie tipo)
- Malva tournefortiana L.
- Malva trimestris (L.) Salisb. - antes en Lavatera
- Malva verticillata L.
- Malva vidalii (Pau) Molero & J.M.Monts. - antes en Lavatera[1]

En España están presentes las siguientes especies:
Malva aegyptia,
Malva alcea,
Malva arborea,
Malva cretica,
Malva hispanica,
Malva multiflora,
Malva moschata,
Malva neglecta,
Malva nicaeensis,
Malva parviflora,
Malva pusilla,
Malva sylvestris,
Malva tournefortiana,
Malva stipulacea,
Malva trimestris,
Malva verticillata,

## Usos
En muchas especies  se comen sus hojas como una verdura. Se cultiva a escala comercial limitada en China. Malva verticillata, cuando se toma como una infusión herbal, se utiliza en la medicina popular por sus propiedades de limpieza de colon y como suplemento para perder peso.
Las hojas jóvenes de la malva, de sabor suave, son un  buen sustituto de la lechuga, mientras que las hojas más viejas salen mejor cocinadas. Se utilizan con profusión las flores en ensaladas.
Las malvas se utilizan a menudo como plantas  ornamentales al ser perennes de fácil crecimiento, y una vez que han florecido de breve duración. Se siembran directamente al aire libre en el otoño. La semilla es muy fácil de recoger y de guardar.
Hay especies que se consideran como plantas invasoras, particularmente en América de donde no son nativas.